# Alessandro (figlio di Cratero)
Alessandro (in greco antico: Ἀλέξανδρος?, Alèxandros; 290 a.C. – 245 a.C.) è stato un militare greco antico.
Figlio di Cratero, fu governatore di Corinto e Calcide. Ribellatosi (249 a.C.) al re Antigono Gonata, fu avvelenato dalle truppe di quello.